# آبشار مروارید شوال
آبشار مروارید شوال (به لاتین: Pearl Shoal Waterfall) یک آبشار در چین است.